# James Leonard Farmer Senior
James Leonard Farmer Senior (12 giugno 1886 – 14 maggio 1961) è stato uno scrittore, teologo e educatore statunitense.

## Biografia
Figlio di schiavi (Lorena Wilson Farmer e Carolina), nato nello stato del Carolina del Nord fu uno dei docenti di una celebre scuola afroamericana, il Wiley College (1919-1920 e poi 1936-1939) nella città di Marshall, stato del Texas. Fu il primo afroamericano di origine del Texas a prendere il dottorato all'università di Boston, e uno dei soli 25 afroamericani a conseguire un dottorato all'epoca.
Insegnò in moltissimi college, oltre al Wiley, al Rust College a Holly Springs (1920 - 1925), al Samuel Huston College in Austin (1925 - 1931 e nuovamente dal 1946 al 1956), arrivando anche all'università di teologia della Howard University, dal 1939 al 1946.
Suo figlio James Leonard Farmer Junior si distinse nella lotta contro il razzismo. Quando il figlio, alla morte del padre, abbandonò il primo Freedom Ride per seppellirlo, probabilmente evitò la morte, in quanto il gruppo che capeggiava, entrato nello stato dell'Alabama, venne brutalmente assalito e picchiato.

## Onorificenze
Molti onori furono attribuiti a lui e a suo figlio, nel 1995, una Marshall street venne chiamata così in onore di entrambi.

## Filmografia
Nel film del 2007, The Great Debaters, il ruolo di James Leonard Farmer Senior è stato interpretato dal Premio Oscar Forest Whitaker.